# Port-Royal (Montherlant)
Port-Royal è un dramma scritto da Henry de Montherlant tra 1940 e il 1942 e rappresentato alla Comédie-Française nel 1954. È la terza opera della cosiddetta trilogia cattolica dei «drammi sacri».

## Trama
L'azione di Port-Royal è concentrata interamente in una sola giornata e in un unico ambiente, il monastero giansenista del Santo Sacramento. Le suore attendono la visita dell'Arcivescovo, lo ricevono, rifiutano di firmare il formulario proposto dal papa, ascoltano e vedono eseguire le decisioni dell'Arcivescovo che scioglie la comunità allontanando le suore più decise a resistere e sostituendole con suore di un altro ordine.

## Commento
Riprendendo l'argomento del giansenismo, Montherlant ritrova l'unico aspetto del cristianesimo che sembra apprezzare, per il suo rigorismo morale e per il suo atteggiamento ribelle, aristocratico e solitario: «Nel giansenismo io trovavo anche dei solitari, dei rigorosi, dei dissidenti e una minoranza; questa famiglia era e non cesserà mai di essere la mia».
Come già scrisse nell'appendice a Il gran maestro di Santiago, l'autore pensò per la prima volta di scrivere un dramma su Port-Royal des Champs nel 1929, sotto l'influenza di Port-Royal (1840-1859) di Sainte-Beuve, che scoprì allora, e in particolare sotto l'influenza di una sua frase: «Port-Royal non fu che un ritorno e un rinnovamento della fede nella divinità di Gesù Cristo». Tuttavia, pur aderendo alla proposizione di Sainte-Beuve, nel suo dramma Montherlant tenne sullo stesso piano della bilancia i giansenisti e i loro nemici.